# ロバート・タパート
ロバート・タパート（Robert Gerard Tapert、1955年5月14日 - ）はアメリカ合衆国の映画プロデューサー。

## 来歴
ミシガン州ロイヤルオーク出身。ミシガン州立大学映画科でサム・ライミと知り合う。大学在学中からライミと彼の同級生のブルース・キャンベルと共に自主製作映画を撮る。
卒業後、彼らと共に映画製作会社Renaissance Picturesを立ち上げる。1981年に製作したホラー映画『死霊のはらわた』が低予算ながら大ヒットを記録し、高い評価を受けた。
主にサム・ライミ監督作品を中心にホラー映画のプロデュースを多く行なっているほか、テレビドラマにも進出、『スパルタカス』シリーズなどを手がけている。

## 主なプロデュース作品

### 映画
- 死霊のはらわた The Evil Dead（1981）※
- XYZマーダーズ Crimewave（1985）※
- 死霊のはらわたII Evil Dead II（1987）※
- ダークマン Darkman（1990）※
- ファンキー・ヘッド/僕ってヘン? Lunatics: A Love Story（1991）
- キャプテン・スーパーマーケット/死霊のはらわたIII Army of Darkness（1993）※
- ハード・ターゲット Hard Target（1993）製作総指揮
- ダークマン2 Darkman II: The Return of Durant（1994）製作総指揮
- タイムコップ Timecop（1994）
- クイック&デッド The Quick and the Dead（1995）製作総指揮 ※
- ダークマン3 Darkman III - Die Darkman Die（1995）
- ギフト The Gift（2000）製作総指揮 ※
- THE JUON/呪怨 The Grudge（2004）
- ブギーマン Boogeyman（2005）
- 呪怨 パンデミック The Grudge 2（2006）
- 30デイズ・ナイト 30 Days of Night（2007）
- ブギーマン2 憑依 Boogeyman 2（2007）製作総指揮
- ゴースト・ハウス The Messengers（2007）
- ブラッド Rise：Blood Hunter（2007）
- スペル Drag Me to Hell（2009）※
- 30デイズ・ナイト2: ダーク・デイズ 30 Days of Night: Dark Days（2010）
- ポゼッション The Possession（2012）
- 死霊のはらわた Evil Dead（2013）[1]
- ドント・ブリーズ Don't Breathe（2016）
- ザ・グラッジ 死霊の棲む屋敷 The Grudge（2020）
- アンホーリー 忌まわしき聖地 The Unholy（2021）

※はサム・ライミ監督作品。

### テレビドラマ
- アメリカン・ゴシック American Gothic（1995）製作総指揮
- ヘラクレス Hercules: The Legendary Journeys（1995–1999）製作総指揮
- ジーナ Xena: Warrior Princess（1995–2001）製作総指揮
- ヤング・ヘラクレス Young Hercules（1998–1999）製作総指揮
- レジェンド・オブ・ザ・シーカー Legend of the Seeker（2008–2010）製作総指揮
- スパルタカス Spartacus: Blood and Sand（2010–2013）製作総指揮
- スパルタカス ゴッド・オブ・アリーナ Spartacus: Gods of the Arena（2011）製作総指揮
- 死霊のはらわた リターンズ Ash vs Evil Dead（2015–2018）製作総指揮